# 1988年全米オープン (テニス)
1988年 全米オープン（1988ねんぜんべいオープン、US Open 1988）は、アメリカ・ニューヨークマンハッタンにある「USTAナショナル・テニスセンター」にて、1988年8月29日から9月11日にかけて開催された。

## シード選手

### 男子シングルス
1. イワン・レンドル　（準優勝）
2. マッツ・ビランデル　（初優勝）
3. ステファン・エドベリ　（4回戦）
4. アンドレ・アガシ　（ベスト4）
5. ボリス・ベッカー　（2回戦）
6. ジミー・コナーズ　（ベスト8）
7. ヤニック・ノア　（2回戦）
8. ミロスラフ・メチージュ　（3回戦）
9. ティム・メイヨット　（3回戦）
10. アンリ・ルコント　（3回戦）
11. ブラッド・ギルバート　（2回戦）
12. ギレルモ・ペレス＝ロルダン　（3回戦）
13. ヨナス・スベンソン　（2回戦）
14. アンドレス・ゴメス　（3回戦）
15. アンダース・ヤリード　（3回戦）
16. ジョン・マッケンロー　（2回戦）

### 女子シングルス
1. シュテフィ・グラフ　（初優勝）
2. マルチナ・ナブラチロワ　（ベスト8）
3. クリス・エバート　（ベスト4、不戦敗）
4. パム・シュライバー　（2回戦）
5. ガブリエラ・サバティーニ　（準優勝）
6. マニュエラ・マレーバ・フラニエール　（ベスト8）
7. ヘレナ・スコバ　（4回戦）
8. ナタリア・ズベレワ　（1回戦）
9. ロリ・マクニール　（3回戦）
10. クラウディア・コーデ＝キルシュ　（3回戦）
11. ジーナ・ガリソン　（ベスト4）
12. バーバラ・ポッター　（4回戦）
13. メアリー・ジョー・フェルナンデス　（3回戦）
14. カテリナ・マレーバ　（ベスト8）
15. シルビア・ハニカ　（3回戦）
16. ラリサ・サブチェンコ　（ベスト8）

## 大会経過

### 男子シングルス
準々決勝
- イワン・レンドル vs.  デリック・ロスターニョ　6-2, 6-2, 6-0
- アンドレ・アガシ vs.  ジミー・コナーズ　6-2, 7-6, 6-1
- ダレン・カーヒル vs.  アーロン・クリックステイン　6-2, 5-7, 7-6, 5-7, 6-3
- マッツ・ビランデル vs.  エミリオ・サンチェス　3-6, 7-6, 6-0, 6-4

準決勝
- イワン・レンドル vs.  アンドレ・アガシ　4-6, 6-2, 6-3, 6-4
- マッツ・ビランデル vs.  ダレン・カーヒル　6-4, 6-4, 6-2

### 女子シングルス
準々決勝
- シュテフィ・グラフ vs.  カテリナ・マレーバ　6-3, 6-0
- クリス・エバート vs.  マニュエラ・マレーバ・フラニエール　3-6, 6-4, 6-2
- ガブリエラ・サバティーニ vs.  ラリサ・サブチェンコ　4-6, 6-4, 6-1
- ジーナ・ガリソン vs.  マルチナ・ナブラチロワ　6-4, 6-7, 7-5

準決勝
- シュテフィ・グラフ vs.  クリス・エバート　（不戦勝）
- ガブリエラ・サバティーニ vs.  ジーナ・ガリソン　6-4, 7-5

## 決勝戦の結果
- 男子シングルス： マッツ・ビランデル vs.  イワン・レンドル　6-4, 4-6, 6-3, 5-7, 6-4
- 女子シングルス： シュテフィ・グラフ vs.  ガブリエラ・サバティーニ　6-3, 3-6, 6-1
- 男子ダブルス： エミリオ・サンチェス＆ セルヒオ・カサル vs.  リック・リーチ＆ ジム・ピュー　不戦勝（リーチの病気による）
- 女子ダブルス： ジジ・フェルナンデス＆ ロビン・ホワイト vs.  パティ・フェンディック＆ ジル・ヘザリントン　6-4, 6-1
- 混合ダブルス： ジム・ピュー＆ ヤナ・ノボトナ vs.  パトリック・マッケンロー＆ エリザベス・スマイリー　7-5, 6-3

## みどころ
- 女子シングルス優勝者のシュテフィ・グラフが、テニス4大大会を1年のうちにすべて制覇する「年間グランドスラム」の偉業を達成した。女子選手の年間グランドスラム達成者は、1953年のモーリーン・コノリー、1970年のマーガレット・スミス・コート夫人に続く3人目で、コート夫人以来18年ぶり。女子シングルス決勝後の表彰式には、1938年にテニス史上初の年間グランドスラム達成者となったドン・バッジも姿を見せた。
- 男子シングルス優勝者のマッツ・ビランデルは、1988年度の4大大会で全豪オープン・全仏オープンと全米オープンの年間3冠を獲得した。男子テニス界における4大大会年間3冠達成は、1974年のジミー・コナーズ以来14年ぶりとなる。ビランデルは男子シングルス決勝戦でイワン・レンドルと「4時間55分」の激闘の末、レンドルの大会4連覇を阻止し、同時に初めての世界ランキング1位になった。